# Базіонім

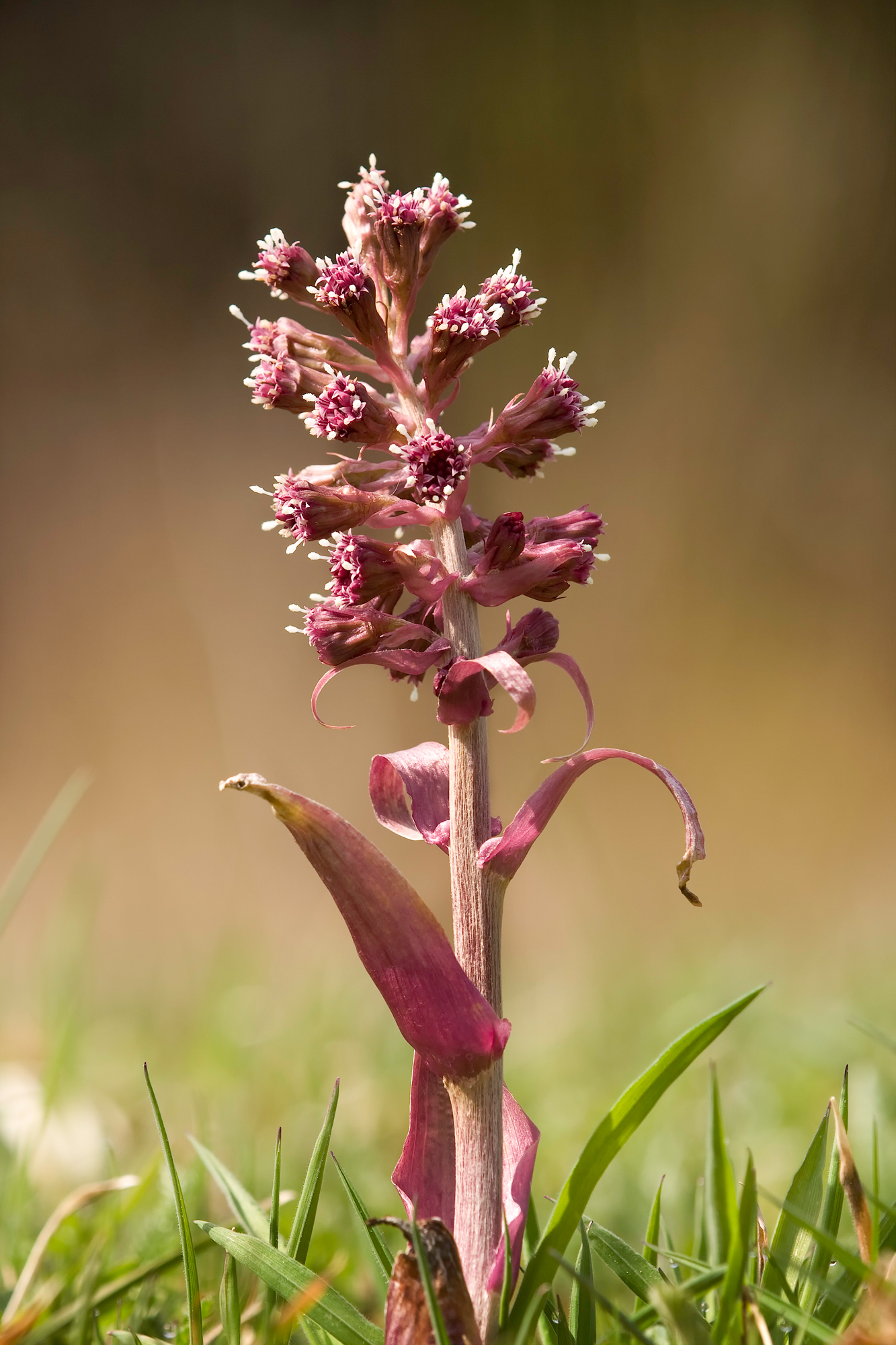
syn.

Базіо́нім, або базонім (лат. basionym, від грец. βασις — «засновані» і ωνυμα — «ім'я») — термін у ботаніці, що означає назву біологічного таксона, яка була замінена іншою, з використанням тієї ж основи або епітета, через зміну систематичного положення і/або рангу таксона.
Іншими словами, базіонім — більш рання назва біологічного таксона, на якій базуються теперішні.

## Приклади
Приклад 1. Зміна родової приналежності виду із збереженням видового епітета.
Вид трав'янистих рослин, сьогодні відомий під назвою Petasites hybridus, був спочатку поміщений Карлом Ліннеєм у рід Мати-й-мачуха (Tussilago) під назвою Tussilago hybrida. Пізніше Йозеф Гертнер спільно з іншими авторами віднесли цей вид до роду Кремена (Petasites) і дійсно оприлюднили нове поєднання — Petasites hybridus (L.) G.Gaertn., B.Mey. & Scherb.
 У цьому випадку назва Tussilago hybrida L. є базіонімом назви Petasites hybridus (L.) G.Gaertn., B.Mey. & Scherb.
Приклад 2. При підвищенні рангу виду до роду, коли назва роду переймає епітет назви даного виду, назва виду є базіонімом для назви цього роду.
Вид трав'янистих рослин Senecio jacobaea (Жовтозілля Якова) і кілька інших подібних видів жовтозілля зараз виділені в окремий рід Jacobaea (Якобея).
 У цьому разі назва Senecio jacobaea L. є базіонімом назви Jacobaea Mill.